# Annapolis—Kings
Pour les articles homonymes, voir Annapolis (homonymie) et Kings.
Annapolis—Kings fut une circonscription électorale fédérale de Nouvelle-Écosse. La circonscription fut représentée de 1949 à 1953.
La circonscription a été créée d'abord en 1947 avec des parties de Digby—Annapolis—Kings. Abolie en 1952, elle fut divisée parmi Digby—Annapolis—Kings.

## Géographie
En 1933, la circonscription d'Annapolis Valley comprenait:
- Le comté de Kings
- Le comté d'Annapolis

## Députés
1. 1949-1950 — Angus Alexander Elderkin, PLC
2. 1950¹-1953 — George Clyde Nowlan, PC

- ¹ = Élection partielle
- PC = Parti progressiste-conservateur
- PLC = Parti libéral du Canada